# Ітон (округ Браун, Вісконсин)
Ітон (англ. Eaton) — місто (англ. town) в США, в окрузі Браун штату Вісконсин. Населення — 1662 особи (2020).

## Демографія
Згідно з переписом 2010 року, у місті мешкало 1508 осіб у 548 домогосподарствах у складі 441 родини. Було 565 помешкань
Расовий склад населення:
| - 98,3 % — білих - 0,9 % — азіатів - 0,3 % — вихідців з тихоокеанських островів - 0,1 % — корінних американців - 0,1 % — чорних або афроамериканців |

До двох чи більше рас належало 0,3 %. Частка іспаномовних становила 0,2 % від усіх жителів.
За віковим діапазоном населення розподілялося таким чином: 24,6 % — особи молодші 18 років, 65,8 % — особи у віці 18—64 років, 9,6 % — особи у віці 65 років та старші. Медіана віку мешканця становила 40,6 року. На 100 осіб жіночої статі у місті припадало 104,3 чоловіків;  на 100 жінок у віці від 18 років та старших — 109,0 чоловіків також старших 18 років.
Середній дохід на одне домашнє господарство  становив 90 558 доларів США (медіана — 83 333), а середній дохід на одну сім'ю — 95 358 доларів (медіана — 88 359). Медіана доходів становила 54 570 доларів для чоловіків та 37 019 доларів для жінок. За межею бідності перебувало 3,4 % осіб, у тому числі 4,4 % дітей у віці до 18 років та 1,6 % осіб у віці 65 років та старших.
Цивільне працевлаштоване населення становило 937 осіб. Основні галузі зайнятості: виробництво — 17,4 %, освіта, охорона здоров'я та соціальна допомога — 16,5 %, будівництво — 13,1 %.